# Дубовка (Свободный)
Дубо́вка — посёлок, вошедший в 1940 году состав города Свободный Свободненского района в Амурской области России. Сейчас микрорайон (посёлок) в Дубовском районе Свободного.

## География
Расположен на берегу реки Бардагонка, западнее станции Михайло-Чесноковская, на районной дороге Свободный-Москвитино, примерно в 150 км от Благовещенска.
Климат
В городе Свободном резко континентальный климат с муссонными чертами, что выражается в больших годовых (45-50°) и суточных (до 20°) колебаниях температур воздуха и резком преобладании летних осадков.

## История
Основана Дубовка в 1909 году (по другим данным в 1912 году), староверами западных губерний и из Забайкалья.
В 1930-е годы Дубовка стала подсобным хозяйством БАМЛАГа.
В 1940 году вошла под юрисдикцию города Свободного и стала его пригородом.

## Известные жители
11 сентября 1932 года в деревне Дубовке родился Владимир Васильевич Ким, советский и российский учёный и педагог в области теории и методологии научного познания, философских проблем семиотики и диалектики, доктор философских наук (1987), профессор (1988).

## Инфраструктура
Лыжная база.
Центр реабилитации для наркоманов «Ковчег».
Памятник воинам-землякам, погибшим в годы Гражданской и Великой Отечественной войн (1969 г.).
Детский сад № 12.

## Транспорт
Автобусное сообщение с центром города осуществляется маршрутами:
```
 • №22 (ж/д вокзал - реабилитационный центр «Ковчег»);
 • №40 (КПП - ж/д вокзал - Зверосовхоз (улица Звёздная) - 1-е Сады).
```